# Martin Jensen (DJ)
Martin Jensen, né le 29 septembre 1991 à Silkeborg, est un disc jockey et producteur musical danois.
Il est connu pour avoir réalisé le single Solo Dance, en 2016. En 2019, il atteint la 45ème place du DJ Mag's Top 100.

## Biographie

### Carrière
Martin Jensen a commencé sa carrière avec le single Sí, basé sur un remix de la célébration de Cristiano Ronaldo à la coupe du monde de football 2014, cela lui a permis de gagner en notoriété dans de nombreux pays d'Amérique Latine. Par la suite, en 2015, Martin Jensen sort le single Miracles, ce qui lui a valu un succès avec 50 millions d'écoutes sur Spotify. En 2016, il sort le single All I Wanna Do, qui est un grand succès, puisque la musique a été écouté plus de 150 millions de fois sur Spotify. Toujours en 2016, il se fait connaître mondialement grâce à son single Solo Dance, qui a été écouté près de 700 millions de fois sur Spotify.

## Discographie

### Single
| Titre                                                | Année | Meilleure Position | Meilleure Position | Meilleure Position | Meilleure Position | Meilleure Position | Meilleure Position | Meilleure Position | Meilleure Position | Meilleure Position | Meilleure Position | Certifications                                                                                                | Album             |
| Titre                                                | Année | DAN                | ALL                | AUS                | AUT                | FRA                | NOR                | P-B                | R-U                | SUE                | SUI                | Certifications                                                                                                | Album             |
| ---------------------------------------------------- | ----- | ------------------ | ------------------ | ------------------ | ------------------ | ------------------ | ------------------ | ------------------ | ------------------ | ------------------ | ------------------ | --- | ----------------- |
| Sí                                                   | 2015  | —                  | —                  | —                  | —                  | —                  | —                  | —                  | —                  | 55                 | —                  | | Non-album singles |
| Night After Night                                    | 2015  | —                  | —                  | —                  | —                  | —                  | —                  | —                  | —                  | —                  | —                  | | Non-album singles |
| Miracles                                             | 2015  | 26                 | —                  | —                  | —                  | —                  | —                  | —                  | —                  | —                  | —                  | | Non-album singles |
| All I Wanna Do                                       | 2016  | 11                 | —                  | —                  | —                  | —                  | 10                 | 49                 | —                  | 24                 | —                  | | Non-album singles |
| Solo Dance                                           | 2016  | 7                  | 14                 | 40                 | 14                 | 60                 | 7                  | 20                 | 7                  | 7                  | 17                 | - IFPI DEN: 3x Platine - BPI: 2× Platine - BVMI: Platine - FIMI: 2x Platine - GLF: 8× Platine - SNEP: Platine | Non-album singles |
| Middle of the Night(avec the Vamps)                  | 2017  | —                  | —                  | —                  | —                  | —                  | —                  | —                  | —                  | —                  | —                  | - BPI: Argent                                                                                                 | Non-album singles |
| Wait(avec Loote)                                     | 2017  | 32                 | —                  | —                  | —                  | —                  | —                  | —                  | —                  | 45                 | —                  | | Non-album singles |
| Pull Up                                              | 2018  | —                  | —                  | —                  | —                  | —                  | —                  | —                  | —                  | —                  | —                  | | Non-album singles |
| 16 Steps(avec Olivia Holt)                           | 2018  | —                  | —                  | —                  | —                  | —                  | —                  | —                  | —                  | —                  | —                  | | Non-album singles |
| Rio                                                  | 2018  | —                  | —                  | —                  | —                  | —                  | —                  | —                  | —                  | —                  | —                  | | World             |
| Djoba(avec Dolf)                                     | 2018  | —                  | —                  | —                  | —                  | —                  | —                  | —                  | —                  | —                  | —                  | | World             |
| Pharaoh                                              | 2018  | —                  | —                  | —                  | —                  | —                  | —                  | —                  | —                  | —                  | —                  | | World             |
| Osaki                                                | 2018  | —                  | —                  | —                  | —                  | —                  | —                  | —                  | —                  | —                  | —                  | | World             |
| Valhalla(avec Faustix)                               | 2018  | —                  | —                  | —                  | —                  | —                  | —                  | —                  | —                  | —                  | —                  | | World             |
| Somebody I'm Not(avec Bjørnskov)                     | 2018  | —                  | —                  | —                  | —                  | —                  | —                  | —                  | —                  | —                  | —                  | | Non-album singles |
| Nobody(avec James Arthur)                            | 2019  | —                  | —                  | —                  | —                  | —                  | —                  | —                  | 52                 | 73                 | 87                 | - IFPI DEN: Or - BPI: Argent                                                                                  | Non-album singles |
| Rubber Bands(avec Timmy Trumpet)                     | 2019  | —                  | —                  | —                  | —                  | —                  | —                  | —                  | —                  | —                  | —                  | | Non-album singles |
| Louder                                               | 2019  | —                  | —                  | —                  | —                  | —                  | —                  | —                  | —                  | —                  | —                  | | Non-album singles |
| I Could Get Used to This(avec Malte Ebert)           | 2019  | —                  | —                  | —                  | —                  | —                  | —                  | —                  | —                  | —                  | —                  | | Non-album singles |
| Carry On(avec Molow)                                 | 2020  | —                  | —                  | —                  | —                  | —                  | —                  | —                  | —                  | —                  | —                  | | Non-album singles |
| I'm Just Feelin' (Du Du Du)(avec Imanbek)            | 2020  | —                  | —                  | —                  | —                  | —                  | —                  | —                  | —                  | 99                 | —                  | | Non-album singles |
| Don't Cry for Me(avec Alok et Jason Derulo)          | 2020  | —                  | —                  | —                  | —                  | —                  | —                  | —                  | —                  | 91                 | 90                 | | Non-album singles |
| At Least I Had Fun(avec Rani)                        | 2020  | —                  | —                  | —                  | —                  | —                  | —                  | —                  | —                  | —                  | —                  | | Non-album singles |
| Running Back To You(avec Nico Santos et Alle Farben) | 2020  | —                  | 80                 | —                  | —                  | —                  | —                  | —                  | —                  | —                  | —                  | | Non-album singles |
| 2019(avec Georgia Ku)                                | 2021  | —                  | —                  | —                  | —                  | —                  | —                  | —                  | —                  | —                  | —                  | | Non-album singles |
| Make My Mind Go(avec Rompasso, Faulhaber et Jonasu)  | 2021  | —                  | —                  | —                  | —                  | —                  | —                  | —                  | —                  | —                  | —                  | | Non-album singles |
| Greece 2021(avec W&W et Linnea Shössow)              | 2021  | —                  | —                  | —                  | —                  | —                  | —                  | —                  | —                  | —                  | —                  | | Non-album singles |
| Can't Come to the Phone(avec Amber Van Day et NFI)   | 2021  | —                  | —                  | —                  | —                  | —                  | —                  | —                  | —                  | —                  | —                  | | Non-album singles |
| Faith                                                | 2022  | —                  | —                  | —                  | —                  | —                  | —                  | —                  | —                  | —                  | —                  | | Non-album singles |
| Running(avec Cheat Codes et Teresa Rex)              | 2022  | —                  | —                  | —                  | —                  | —                  | —                  | —                  | —                  | —                  | —                  | | Non-album singles |
| One Day(avec Fast Boy)                               | 2022  | —                  | —                  | —                  | —                  | —                  | —                  | —                  | —                  | —                  | —                  | | Non-album singles |
| Criminal Minds                                       | 2022  | —                  | —                  | —                  | —                  | —                  | —                  | —                  | —                  | —                  | —                  | | Non-album singles |
| Pages                                                | 2022  | —                  | —                  | —                  | —                  | —                  | —                  | —                  | —                  | —                  | —                  | | Non-album singles |
| Don't Play Games(avec Faulhaber, CMC$ et Selah)      | 2022  | —                  | —                  | —                  | —                  | —                  | —                  | —                  | —                  | —                  | —                  | | Non-album singles |